# Ansitz Strehlburg

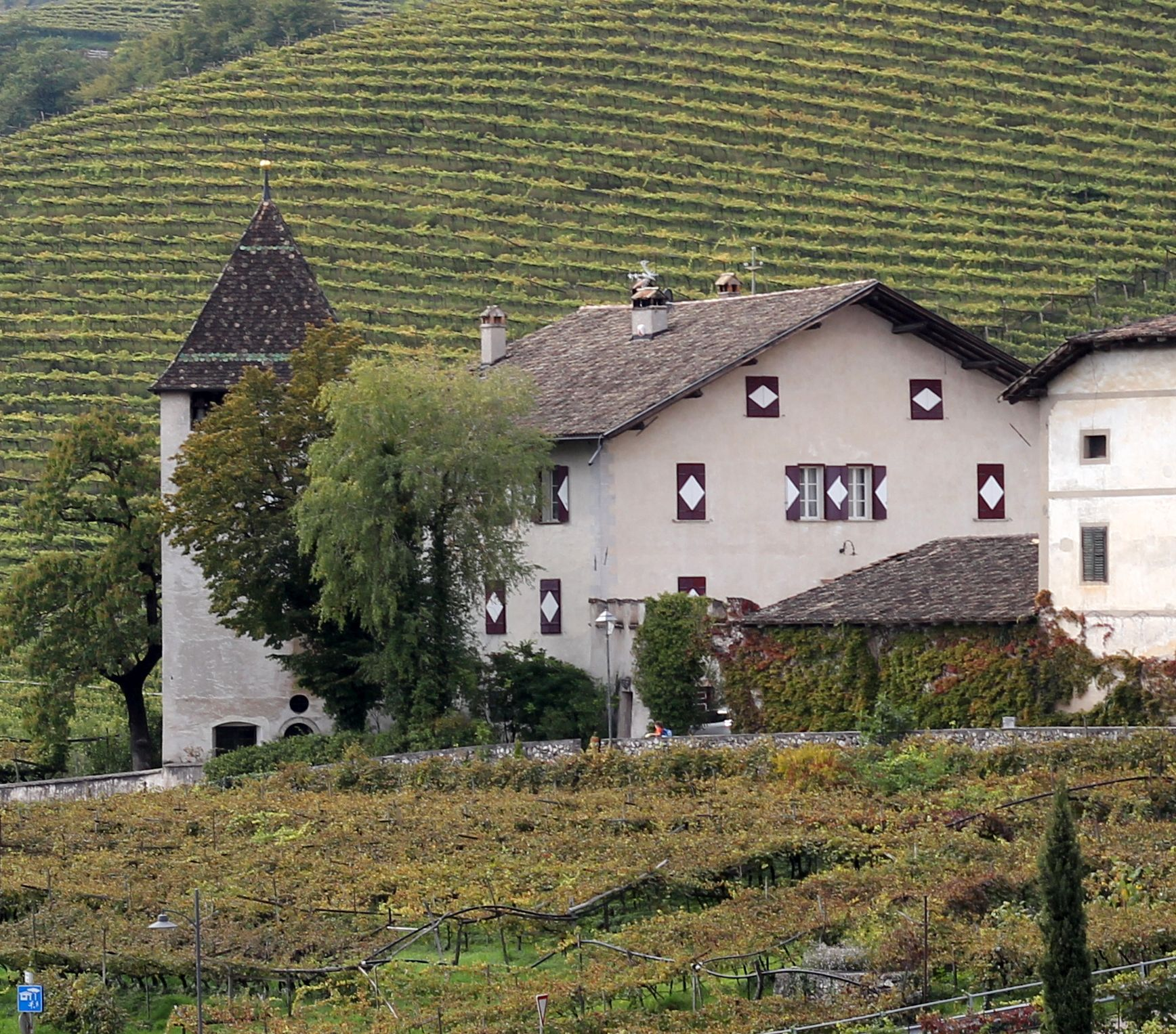
Ansitz Strehlburg, 2017

Der Ansitz Strehlburg ist ein geschütztes Baudenkmal in der Gemeinde Kurtatsch in Südtirol.

## Geschichte
Erstmals urkundlich erwähnt wurde das Anwesen 1492, als Besitz der Herren von In der Maur. Am 20. März 1592 erhielt das Geschlecht in Innsbruck dafür die Adelsfreiheit und das Prädikat „von und zu Strelburg“. Darauf folgten als Eigentümer die Edlen von Fenner und Carli. Zu dem Ansitz gehören ein Benefiziatenhaus und zwei Wirtschaftsgebäude. Die Einrichtung stammt größtenteils aus dem 18. Jahrhundert. Der Eckturm beherbergt im Erdgeschoss eine Hauskapelle. Der alttestamentarische Freskenzyklus entstand im 16. Jahrhundert.